# ФК Вашуташ Сегедин

ФК Вашуташ Сегедин (мађ. Szegedi Vasutas Sport Egyesület), је мађарски фудбалски клуб . Седиште клуба је у Сегедину Мађарска. Боје клуба су плава и црвена. 

## Историјат клуба
ФК Вашуташ Сегедин  је основан 1919. године. ФК Вашаш је дебитовао у првој мађарској лиги у сезони 1941/42. и крај сезоне је дочекао као петнаести.

## Историјат имена
- 1919–1941 Вашуташ СЕ Сегедин - Szegedi Vasutasok Sport Egyesülete
- 1941–1948 Вашуташ Тиса-  СЕ Tisza Vasutas SE
- 1948–1953 Локомотив СК Сегедин - Szegedi Lokomotív SK
- 1953–1957 Тереквеш Сегедин - Szegedi Törekvés
- 1957–? Вашуташ СЕ Сегедин - Szegedi Vasutas SE
- 2007–2011 Ђаларет ВСЕ Сегедин - Szegedi VSE-Gyálarét
- 2011– Вашуташ СЕ Сегедин - Szegedi Vasutas SE

## Достигнућа
Клуб је два пута био у првој лиги, два пута победник друге лиге, једанпут шампион треће лиге и три пута шампион регионалне лиге Чонград.
| сезона  | позиција  | сезона  | позиција  |
| ------- | --------- | ------- | --------- |
| 1941-42 | 15. место | 1943-44 | 14. место |

- Прва лига Мађарске у фудбалу:
  - 15. место (1) :(1941/42)
  - 14. место (1) :(1943/44)
- Друга лига Мађарске у фудбалу:
  - шампион (1) :1940/41.
  - шампион (1) :1942/43.
- Трећа лига Мађарске у фудбалу:
  - шампион (1) :1961/62.
- Регионална лига Мађарске у фудбалу Чонград:
  - шампион (1) :1981-82, 1987-88, 1991-92